# 피에르 발맹
피에르 알렉상드르 클로디위스 발맹(프랑스어: Pierre Alexandre Claudius Balmain, 프랑스어 발음: [pjɛʁ balmɛ̃], 1914년 5월 18일~1982년 6월 29일)은 프랑스의 패션 디자이너이자 명품 패션 브랜드인 발망의 창립자이다. 정교함과 우아함으로 유명한 그는 의상 제작 기술을 "움직임의 건축"이라고 묘사하기도 했다.

## 생애
1914년 생장드모리엔에서 태어났다. 발맹의 아버지는 옷감 사업을 하는 포목상이었으며 발맹이 7살일 때 사망했다. 그의 어머니인 프랑수아즈(Françoise)와 이모들은 파리지앵 갤러리(Galeries Parisiennes)라는 작은 옷가게를 운영했다. 발맹은 샹베리에서 학교를 다녔으며 주말에는 삼촌과 함께 엑스레뱅에서 만난 여성들로부터 고급 여성복(쿠튀르) 패션에 대한 영감을 얻었다. 1933년엔 미술학교 에콜 데 보자르에서 건축을 공부하기 시작했으며 디자이너 로베르 피게의 프리랜서 드로잉 작업도 맡았다.

## 경력
1934년, 영국의 디자이너인 에드워드 몰리뉴(Edward Molyneux)의 작업실을 방문한 후 일자리를 제안 받게된 발맹은 학업을 그만두고 몰리뉴 하우스에서 5년 동안 디자이너로 일했다. 그는 제2차 세계 대전 중 당시 유명한 패션 디자이너였던 뤼시앵 를롱이 만든 패션 하우스에 합류하여 크리스티앙 디올을 만났다.

## 패션 하우스 발맹
피에르 발맹은 1945년 자신의 이름을 건 명품 브랜드 발망(Balmain)을 창립했다. 처음에는 허리 부분이 작은 긴 종 모양의 치마를 선보였는데 이 스타일은 1947년 전쟁 이후, 디올의 뉴 룩(New Look)으로 대중화 되었던 스타일이었다. 첫 번째 컬렉션은 《보그》 11월 호에 소개되었으며 발맹이 "정말 입고 싶은 아름다운 옷"을 발표했다는 평론가들의 반응이 잇따랐다. 또한 발맹의 친구였던 거트루드 스타인은 잡지에 발맹에 대한 긍정적인 글은 기재했으며 이는 발맹이 성공하는데 많은 도움을 줬다. 월리스 심프슨 등의 유명인도 발맹의 컬렉션을 주문할 정도로 처음부터 발맹의 인기는 대단했다.
1947년엔 오스트레일리아를 순회하며 오스트레일리아에서 생산될 라인을 디자인하는 등 초창기부터 자신을 국제적이고 적극적으로 홍보했다. 1951년엔 미국으로 사업을 확장하여 기성복을 판매하였으며 1955년엔 명망이 높은 니먼 마커스 패션 어워드를 수상했다. 이 시기 발맹은 보이슬라 스타니미로비치와 마를레네 디트리히, 캐서린 헵번 등 당시 최고의 스타들이 입었던 옷을 디자인했다.

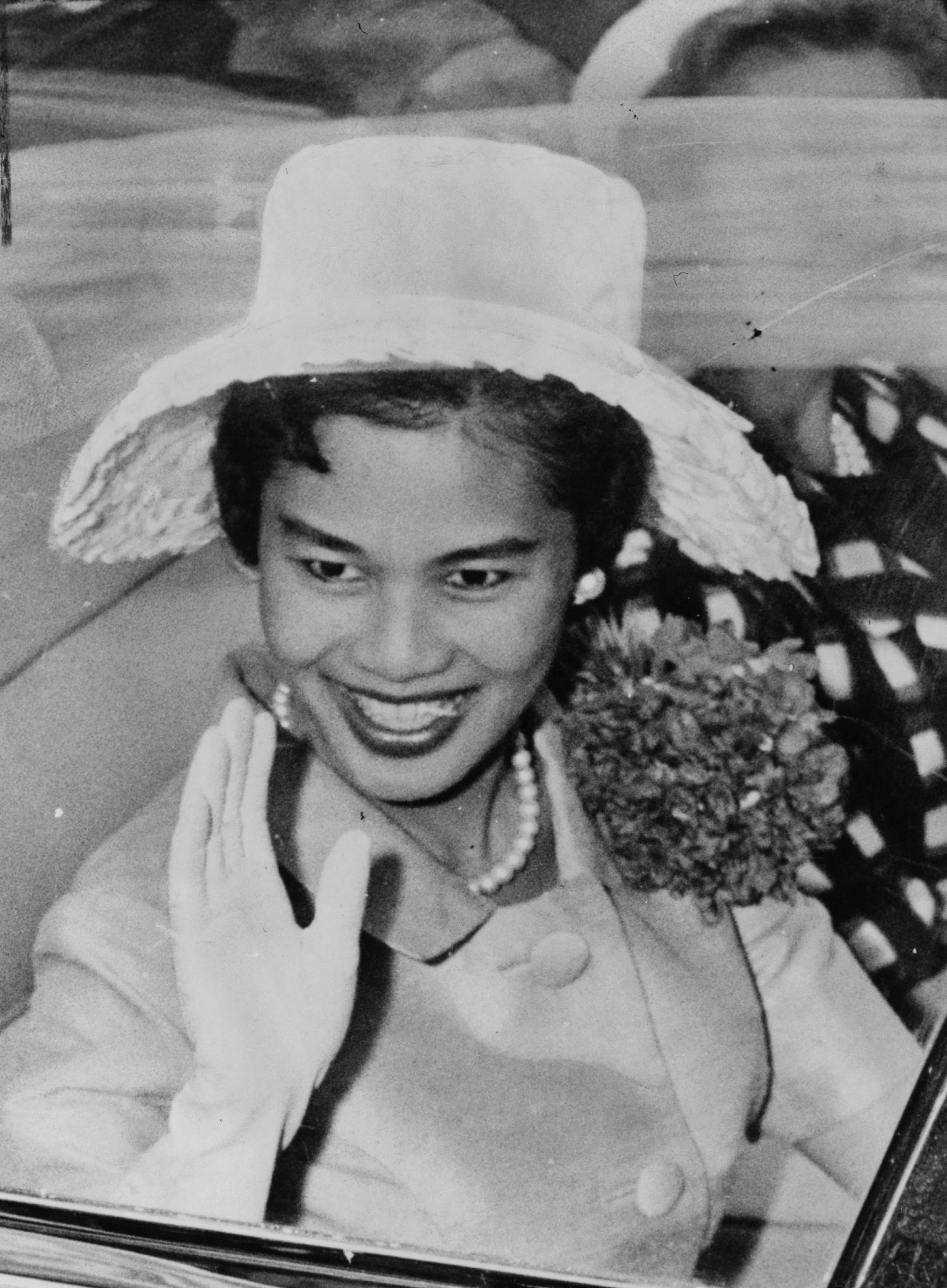
1960년 7월 7일, 발맹의 옷을 입고 미국을 방문한 시리낏 왕태후

1960년에 발맹은 태국의 시리낏 왕태후가 미국을 방문하는 동안 입을 의상을 디자인할 정도로 명성이 높았으며 1968년엔 그르노블에서 열린 1968년 동계 올림픽 단복을 제작했다. 발맹은 또한 1960년대와 70년대에 트랜스월드 항공과 말레이시아 싱가포르 항공(이후 싱가포르 항공)의 승무원 의상을 디자인 했으며 1975년엔 에어 프랑스의 최초의 여성 조종사가 발맹 유니폼을 입기도 했다.
발맹이 디자인한 옷을 입은 당시 니카라과의 영부인이었던 호프 포르토카레로(Hope Portocarrero)는 1968년 국제 베스트 드레서 명예의 전당에 올라 또 한번 발맹의 이름이 알려지게 됐다.
덴마크의 디자이너 에리크 모르텐센(Erik Mortensen)은 1948년 발맹 하우스에서 디자인 조수로 일을 시작했으며 발맹과 공동 경영자로서 발전했다. 발맹의 연인이기도 했던 에릭 모텐슨은 1982년, 발맹이 간암으로 사망한 후에 발맹 하우스의 경영을 이어나갔다. 발맹은 또한 카를 라거펠트의 재능을 발견하고 1954년 그를 고용했다.